# Tunde Baiyewu
Babatunde Emmanuel Baiyewu, detto Tunde (Londra, 25 novembre 1968), è un cantante britannico che divenne celebre per aver formato il duo R&B Lighthouse Family con Paul Tucker. Nel 2004 ha intrapreso la carriera da solista, battezzata dalla pubblicazione dell'album Tunde.

## Biografia
Cresciuto nel seno di una famiglia di emigrati nigeriani, Baiyewu nacque a Londra ma all'età di cinque anni ritornò nella patria d'origine dei suoi a causa della morte del padre. Dopo dieci difficili anni tornò in Gran Bretagna per frequentare il liceo e poi l'università di Newcastle, in cui si laureò in contabilità. Durante gli anni degli studi conobbe il tastierista Paul Tucker, che lo notò mentre cantava in alcuni locali: dal loro incontro nacque il celebre gruppo Lighthouse Family, che in Italia divennero famosi per aver realizzato il brano High, usato come colonna sonora dello spot di una famosa marca di gelati.
Sua madre, nonostante la vedovanza, rimase in Nigeria e divenne la moglie del presidente dello stato Olusegun Obasanjo. Inoltre, Baiyewu nel 2020 ha interpretato il ritornello del brano Sono aggrappata a te con Angelina Mango (figlia di Mango e Laura Valente).

## Discografia

### Album in studio
- 2004 - Tunde
- 2013 - Diamond in a Rock